# Partita col destino
Partita col destino (The Florentine) è un film statunitense del 1999 diretto da Nick Stagliano.

## Trama
Le vite di diversi personaggi si intrecciano al Florentine Café, uno dei locali che, sebbene in declino, rappresenta un vero e proprio punto di incontro. È un luogo nel quale si intrecciano le storie amare e tristi di persone smarrite, deluse e ormai disincantate, consapevoli di aver giocato, nel bene e nel male, le proprie carte col destino.

## Produzione e distribuzione
Il film è uscito in Usa il 19 aprile 1999.